# Troefmarkt
Troefmarkt is een voormalige Nederlandse supermarktketen, opgericht in 1994 en onderdeel van Van Tol. In Nederland waren er op 22 februari 2010 94 Troefmarktsupermarkten, waarvan de meeste zogenaamde "buurtsupers" waren die ook andere diensten aanboden, zoals die van een PostNL Servicepunt, bibliotheekservicepunt of VVV Servicepunt.